# Benthosema
Benthosema Goode & Bean, 1896 è un genere di pesci ossei abissali appartenente alla famiglia Myctophidae.

## Distribuzione e habitat
Il genere è cosmopolita. Nel mar Mediterraneo è presente B. glaciale. Sono pesci batipelagici.

## Tassonomia
Il genere comprende le seguenti specie:
- Benthosema fibulatum
- Benthosema glaciale
- Benthosema panamense
- Benthosema pterotum
- Benthosema suborbitale